# ニクラス・ヘドル
ニクラス・ヘドル（Niklas Hedl、2001年3月17日 - ）は、オーストリア・ウィーン出身のサッカー選手。SKラピード・ウィーン所属。オーストリア代表。ポジションはGK。

## クラブ経歴
2007年にSKラピード・ウィーンの下部組織へ入団し、2018-19シーズンからリザーブチームでプレーし始めた。2020-21シーズン中の12月8日、クラブとの契約を2024年6月まで延長すると、2022年2月20日、SKシュトルム・グラーツとの試合でオーストリア・ブンデスリーガでの初出場を記録した。2021-22シーズンはトップチームで公式戦11試合に出場すると、2022-23シーズン開幕前にファーディナンド・フェルトホーファー監督の希望によってトップチームの正ゴールキーパーを任されることとなった。

## 代表経歴
2022年11月、オーストリア代表に初招集され、11月14日のアンドラ代表との親善試合でどう代表デビューを飾った。

## 人物
父親のライムンド・へドルは2000年代にオーストリアの国内リーグでプレーしたプロサッカー選手であり、2011年からはSKラピード・ウィーンのGKコーチを務めている。